# Ebavere
Ebavere est un village de la commune de Väike-Maarja du comté de Viru-Ouest en Estonie.
Au 31 décembre 2011, il compte 128 habitants.